# 奇皮洛
奇皮洛（西班牙語：Chipilo），官方名称奇皮洛-德弗朗西斯科·哈维尔·米纳（西班牙語：Chipilo de Francisco Javier Mina），是墨西哥普埃布拉州的一座小城市，位于该州首府普埃布拉以南12公里处，海拔高度2,150米。奇皮洛于1882年由来自意大利威尼托北部地区的移民创立。

## 地名
“奇皮洛”一名源自納瓦特爾語，意思是“哀诉者之地”。